# アッシュル・ウバリト2世
アッシュル・ウバリト2世（Ashur-uballit II、治世紀元前612年-紀元前609年）は古代メソポタミア地方の新アッシリア帝国の最後の王である。前王シン・シャル・イシュクンがニネヴェの陥落で死亡してから、残党を率いてハッラーンで立て直しを図ったが、新バビロニア軍の攻撃によりこれも失う。紀元前609年の戦闘を最後に史料から消え、ここに新アッシリア帝国は滅びた。
アッシュル・ウバリト2世は現代の英語ではAshur-uballit IIまたはAssur-uballit II、Ashuruballit IIなどと表記し、楔形文字ではと綴られる。アッカド語ではAššur-uballiṭであり、「アッシュル神は生き続ける」を意味する。

## 概要
彼はシン・シャル・イシュクンの息子、およびアッシリアの首都ニネヴェにある前626年と前623年の碑文に登場する「王太子」と同一人物での可能性もあるとされている。
シン・シャル・イシュクンの統治期間に、アッシリアは回復不可能な水準まで弱体化した。前626年から前620年にかけて新たに形成された新バビロニアによって南部諸属州を失い、その後、その王ナボポラッサルとメディア人との戦いでアッシュルやニネヴェといった重要な都市がそれぞれ前614年と前612年に包囲・破壊された。
アッシュル・ウバリト2世はハッラーンにアッシリア軍の残党を集結させ、エジプトと同盟を結んで体制を強化し、3年間にわたってそこで王として踏みとどまった。彼を「アッシリアの王」と見る視点はバビロニアの史料から来ている。同時代のアッシリアの碑文からアッシリア人たちがアッシュル・ウバリト2世を正当な支配者と見なしていたことが示されているが、彼は「王太子」と呼称され続けていた。これは彼がアッシュル市で伝統的なアッシリアの戴冠を受けることができず、それ故に彼にはアッシリアの主神アッシュルから王権が授けられていなかったためである。ハッラーンにおけるアッシュル・ウバリト2世の統治は、前610年に新バビロニア軍がこの町を占領したことで終わった。アッシュル・ウバリト2世は前609年にハッラーンの奪還を試みたが撃退され、これ以降、もはや彼は同時代の年代記では言及されなくなった。これは、古代より続いたアッシリアの王国が終焉したこと示すものである。

## 背景
前7世紀の初め、アッシリアはその絶頂期にあった。肥沃な三日月地帯の全てがアッシリア王の支配下にあり、交易と文化の隆盛によってこの時代はパクス・アッシリアカ（アッシリアの平和、パクス・ロマーナに対応する造語）と描写される。7世紀の終わりまでに、アッシリアは崩壊して歴史から姿を消し、二度と復活することはなかった。
アッシリア崩壊の主たる原因の一つは「バビロニア問題」と呼ばれる南部の属州、特に古代の栄誉ある都市バビロンでほぼ恒常的に発生していた反乱を効果的に解決することができなかったことである。エサルハドンのようにバビロニアの反乱を発生させることなく成功裏に支配する王もいたが、この地域の反乱はシン・シャル・イシュクン（在位：前627年-前612年）の治世中に激化していた。シン・シャル・イシュクンは前627年に兄弟のアッシュル・エティル・イラニの死を受けて即位し、その後ほとんど間を置かずに前626年の将軍シン・シュム・リシルの反乱に直面した。シン・シュム・リシルはバビロンとニップルを含む北部バビロニアのいくつかの都市を占領することに成功した。シン・シャル・イシュクンは僅か3か月でシン・シュム・リシルの反乱を撃破したが、この出来事はバビロニアに対するアッシリアの支配を弱体化させた。
この反乱鎮圧の直後、バビロニアでナボポラッサルによる別の反乱が発生し、彼もまたバビロンとニップルの占領に成功した。シン・シャル・イシュクンは前626年10月にバビロンの再征服を試みたが、これはバビロン市に対するアッシリアの最後の軍事遠征となった。同年の10月22/23日、ナボポラッサルは公式にバビロンの王となり、新バビロニアを建設した。シン・シャル・イシュクンは前625年から前624年にかけて北部バビロニアの再征服に取り掛かったが、繰り返し撃退された。前622年、ナボポラッサルはバビロニアに残っていた最後のアッシリアの前哨地を占領した。
新バビロニア軍はアッシリアに度重なる勝利をおさめ、前616年までに遥か北方のバリフ川に達した。アッシリアの同盟者だったエジプトのプサムテク1世（プサメティコス1世）はアッシリアが東方におけるバビロニアとメディアに対する緩衝国家として有用であると考え、シン・シャル・イシュクンの救援に急いだ。だが、エジプト・アッシリア連合のバビロニアに対する遠征は成功しなかった。前614年にはかつてのアッシリアの首都であり当時もなおイデオロギーおよび宗教の中心であったアッシュル市が、キュアクサレス2世率いるメディア人によって占領された。ナボポラッサル率いる新バビロニア軍は戦闘には間に合わず、メディア人がアッシュルの市民を虐殺し略奪を開始した後になって到着した。2年後、アッシリアの首都ニネヴェが陥落した。アッシリア王シン・シャル・イシュクンの運命はわかっていないが、一般的に前612年のニネヴェの防衛戦で死亡したとされている。
アッシュル・ウバリト2世の出自ははっきりしていない。彼はアッシリアの将軍であったことが知られており、シン・シャル・イシュクンの息子であったかもしれない。そうであれば、アッシュル・ウバリト2世はニネヴェで発見された前626年と前623年の日付を持つ碑文に登場する無名の「王太子」（後継者）と同一人物の可能性があるとされている。シン・シャル・イシュクンは治世の早い段階で王太子を定めていた（前627年に即位したばかりであった）。これはセンナケリブ（在位：前705年-前681年）の治世以来、アッシリアで続いていた王位継承問題を回避するための処置であった。

## 治世

### ハッラーンの統治と地位
アッシリアの伝統では、王はアッシリアの国家神アッシュルによってアッシュル市における新年祭で任命されるものであった。アッシュル市のアッシュル神殿で戴冠した最後の王はシン・シャル・イシュクンであり、前614年に同市が破壊されたことで、伝統的なアッシリアの戴冠式を行うことは不可能になった。そのため、代わりに彼は前612年の末に、ハッラーンにあった月神シンの神殿で戴冠を受けた。シンもまたアッシリアの重要な神であった。アッシリアはハッラーンでなお存続し、アッシュル・ウバリト2世はアッシリア軍の残党をここに集結させた。
正式な即位名としてアッシュル・ウバリト（Aššur-uballiṭ）が選択されたのは恐らく非常に意識的なものであった。この名前は「アッシュルは生き続ける」という意味であり、即ちアッシリアの主神アッシュルとその帝国が最終的には敵との戦いに勝利を収めることを示唆していた。この名前はまた、遥か昔の前任者である前14世紀の同名の王アッシュル・ウバリト1世と彼を結び付けた。アッシュル・ウバリト1世は当時の伝統的なアッシリアの統治者の称号であったイシアクム（išši’ak、総督、副王）という古い宗教的な称号を放棄し、絶対君主としての役割を示すシャルム（šarrum、王）という称号を採用した最初のアッシリアの支配者であった。
アッシュル・ウバリト2世はシン・シャル・イシュクンの後継者となり、バビロニアの年代記ではアッシリア王として言及される。バビロニア人は彼をアッシリア王と見ていたが、アッシュル・ウバリト2世の統治下にあった臣下たちは伝統的な戴冠式を執り行えていなかったが故に、彼を王とはせず単に王太子と見なしていた可能性がある。このことは現存する文書から推測できる。このような文書には、ドゥル・カトリンムから見つかった次のような法的文書などがある。
近臣（ša qurbūte）たるシャル・ヌリが[欠落]・イサルに対して起こした訴訟。同様に近臣たる[欠落]軍団司令官（rab kiṣri）・シン・シュム・[欠落][欠落]彼らの女性[欠落]。
この合意に異議を唱える者は誰であれ、[欠落]彼の法的な敵となる。王太子の誓約において報復を求める。彼は銀10マナを支払う。28日、テベツの月、リンム・Se’-ila’iの年。証人、この都市の長（bēl āli）イアディ・イル（Iadi’-il）。証人、シュルム・シャリ（Šulmu-šarri）の子ナブー・ナツィル（Nabû-naṣir）。証人、ナブー・エティル（Nabû-eṭir）の子シャル・エムランニ（Šarru-emuranni）。証人、シャルマヌ・レフツ・ウツル（Salmanu-reḫtu-uṣur）。
アッシリアでは各年をそれぞれその年のリンム（紀年官）職にある人物の名前で呼んだ。この法的文書で使用されたリンム年名"Se’-ila’i"はこの史料中のみ登場する。このことはアッシリアの中核地帯（アッシュルの地）が侵略者によって奪われた後、中央権力が存在しない中で、リンム年名が地方化し、しばしば単一の都市に限定されて使用されるようになったことを示す。ナブー・ナツィルの父親として登場するシュルム・シャリは10年以上前のアッシュルバニパルの治世の日付を持つ碑文にも登場する。この文書中ではša qurbūte（英訳：Companion、近臣、文字通りには「王に近き者」の意）やrab kiṣri（英訳：cohort commander、軍団司令官）といった伝統的なアッシリアの称号が使用されているが、これはこうした称号が未だ伝統的な重要性を帯びていたことを示す。この文書はまた、現地の支配者イアディ・イルをbēl āli（英訳：city load、都市の長）という称号で呼んでいる。この称号はかつてはアッシリアの王族の構成員にのみ関連付けられていた。非王族が都市の総督としての役職に任命される際には通常、ḫazannu（通常「市長（mayor）」と訳される）またはša muḫḫi āli（「都市監督官」の意）という称号が用いられ、bēl āliという称号がここで使用されていることはアッシリアの行政的なフレームワークの一部がもはや機能しなくなったことを示している。
アッシュル・ウバリト2世の地位について重要なこの文書中の部位は「王太子（adê ša mar šarri、"mar šarri"）の誓約」への言及である。このフレーズは法的文書では一般的であり、エサルハドン王治世中の前672年に使用されて以来頻繁に登場するが、常に「王の誓約（adê ša šarri）」の形を取る。つまり「王太子の誓約」というフレーズは王位が空位であり、代わりにその役割を果たしていたことを示している。この時の碑文にはアッシリア軍の最後の総司令官であるナブー・マール・シャリ・ウツル（Nabû-mar-šarri-uṣur）の名前も記録されている。彼の名前は「ナブー神よ、王太子を守り給え」という意味である。このような名前はアッシリアでは一般的であったが、通常は王太子ではなく王を構成要素とする。これはドゥル・カトリンムの法的文書と同じくアッシリアが王ではなく王太子の統治下にあったことを示す。
正式な称号が王太子であったとしても、アッシリアの史料はアッシュル・ウバリト2世の王位に対する主張に異議が唱えられていたのではなく、単に彼が公式に伝統的な戴冠式を執り行うことができなかったことだけを示している。王太子の即位には全ての臣下と主神アッシュルの正式な承認が必要であった。王がその義務を果たすことができない場合、王太子が法的資格を持つ代理人であり、王と同じ法的・政治的権力を行使した。アッシュル・ウバリト2世はアッシリアとバビロニアの双方の史料が示すように、アッシリアの正統な統治者であると認識されていたが、彼の支配は未だ、宗教的視点においては本来の戴冠式を執り行うまでの暫定的なものという取り扱いであった。

### ハッラーンの陥落と再占領の試み
前612年にアッシュル・ウバリト2世がアッシリアの支配者となった時、彼の主たる目標はアッシュルとニネヴェを含むアッシリアの中核地帯（アッシュルの地）の奪還にあった。エジプトとマンナエというこの地域の二つの指導的軍事勢力との同盟によって強化された彼の軍隊がこの目標を達成できるに違いなく、彼のハッラーン拠点化と王太子としての地位（正式に即位した王ではないが）は、単なる一時的な後退に過ぎないと考えられていたかもしれない。だが、実際には、アッシュル・ウバリト2世のハッラーン統治はアッシリア帝国の最終段階であり、この時点で既に、帝国の運命は風前の灯火であったと言える。
前611年、ナボポラッサルの軍勢は北部メソポタミア全域の支配権を固め、ついにハッラーン国境まで進んだ。ナボポラッサルが自ら征服したばかりのアッシリアの中核地帯を巡幸した後、メディア・バビロニア連合軍は前610年11月にハッラーンに対する遠征を開始した。ナボポラッサルの接近によって脅威に晒されたアッシュル・ウバリト2世と援軍のエジプト人部隊はハッラーンからシリアの砂漠へと逃亡した。ハッラーンの包囲は前610年の冬から前609年の初頭まで続き、最終的に同市は降伏した。
ナボポラッサルがハッラーンを支配下に置いた3ヶ月後、アッシュル・ウバリト2世とエジプト兵の大軍はハッラーンの奪回を試みたが、これは悲惨な失敗に終わった。アッシュル・ウバリト2世によるハッラーンの包囲は前609年の6月か7月の始めに開始され、2ヶ月後の8月か9月まで続いた。しかしナボポラッサルが再び軍を率いてハッラーンへ戻ると、アッシュル・ウバリト2世とエジプト軍は後退した。実際には彼らの退却はもっと早かった可能性もある。前609年のアッシュル・ウバリト2世によるハッラーン奪回の失敗は古代アッシリア王国の終焉を示すものであり、この後、アッシリアが復活することは二度となかった。

## 死
アッシュル・ウバリト2世の最終的な運命は不明であり、前609年のハッラーンの包囲はバビロニアの記録がアッシュル・ウバリト2世、あるいはアッシリア人全般に言及する最後の出来事である。ハッラーンの戦いの後、ナボポラッサルは前608年まはた前607年にアッシリア軍残党に対する遠征を再開した。前608年にはアッシュル・ウバリト2世はまだ生きていたと考えられ、またこの年、エジプトのファラオ・ネカウ2世（ネコ2世、プサムテク1世の後継者）が自ら大軍を率いてアッシリアの旧領に入り、彼の同盟者を救い戦いの流れを変えた。前608年のエジプト人、アッシリア人、バビロニア人、そしてメディア人の間での大きな戦いは史料上言及されておらず（この当時の四大軍事勢力間での戦いが忘れ去られ、現存史料に残されなかった可能性は低い）、またアッシュル・ウバリト2世への言及もないため、彼は同盟国エジプトがバビロニアと戦闘に入る前、前608年のいずれかの時点に死亡した可能性が高い。前606年、エジプト軍がバビロニアの史料において言及されているが、この史料ではアッシリア人およびその王については何の言及もない。
アッシュル・ウバリト2世は前609年以降もはや言及されることがないが、エジプト軍のレヴァントへの遠征は彼らが前605年にカルケミシュの戦いで敗北するまでの数年間続いた。アッシリアが滅亡したことで、続く前6世紀を通じてエジプトとバビロニアは直接、接するようになり、肥沃な三日月地帯の支配を巡って頻繁に戦争を行うことになった。